# フリースラント・フランク戦争
フリースラント・フランク戦争(オランダ語:Fries-Frankische oorlogen)は、7世紀から8世紀にかけてフランク王国とフリースラント王国・フリース人の間で行われた一連の戦争。
初期にはライン川河口地帯をめぐって争われ、フリース人がおおむね優勢であったが、フリースラント王レッドボッドの死後フランク人が優勢となった。733年のボーン川の戦いでフリースラント王国は壊滅し、ラウエルス川以西がフランク王国領となった。それより東のフリースラントも772年に併合された。793年に起きた最後の大規模な反乱が鎮圧されたことで、2世紀にわたった戦争は終結した。

## 背景
民族大移動時代の結果として、ネーデルラントの北方・西方にフリース人が(p792)、その東方にザクセン人が、ライン川河口域にヴァルニ族が、そしてはるか南のスヘルデ川付近にフランク人が住み着いた。フランク人はメロヴィング朝のもとで北ガリアの覇権を握った。
フリース人は数々の小部族が林立して非常に緩やかに連携しており、特定の部族が突出することは無く、対外戦争の指導者として王を選出した。フリースラント王国は7世紀後半に最大版図を築いた。 フリースラント王は南方のフランク領に興味を示し、アルドギスルの時代にはネーデルラントの大半を影響下に置いた。ヴァルニ族の動向はよく分かっていないが、フリース人とフランク人の勢力の間に挟まれ滅ぼされたと考えられている。

## ライン・デルタをめぐる攻防
メロヴィング朝のキルペリク1世 (在位561年 - 584年) の時代は、フランクの文献によれば「フリース人とスエビ族による恐怖の時代」だった。実際フリースラントでは、600年ごろにフリース人がアウドルフのもとで戦争に勝利したことを記念する硬貨が発見されている。フランク王国で内乱が絶えなかったこともあり、フリース人は南方へ大きく勢力を伸ばした。
しかし630年までに、状況は変化した。ダゴベルト1世がフランク王国を再統一し、アウデ・レイン川以南を再征服したのである。この時フランク人はフリースラントにキリスト教をもたらし、ユトレヒトに教会を建てた。ダゴベルト1世の死後フランク人は征服地を維持できず、ドレスタットを含むライン・デルタ中央部は再びフリース人のものとなった。フランクの硬貨生産は中止され、ユトレヒトがフリースラント王の新たな住まいとなった。
アルドギスル率いるフリース人は、ローマ帝国時代に築かれた国境の要塞をめぐってフランク王国の分国ネウストリアの宮宰エブロインと衝突した。アルドギスルは巧みな機動戦略によりフランク軍の侵攻を食い止めた。

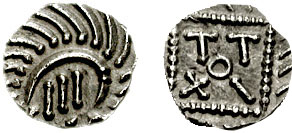
710年から735年ごろのフリースラント王国のシャット銀貨

690年代に、宮宰ピピン2世率いるフランク人はドレスタットの戦いでアルドギスルの後継者レッドボットを破った この戦いは不明な点が多いが、結果としてフランク人はドレスタットを回復し、ユトレヒトなどの城を奪った。この時期聖ウィリブロルドがフリースラントに大司教区もしくは司教区を設置している。また711年にはピピン2世の長男グリモアルド2世とレッドボットの娘テウデシンダが結婚している(p794)。
レッドバッドの後継者はよく分かっていない。フランク王国宮宰カール・マルテルのフリースラント侵攻を受け、王位継承に混乱が発生したと考えられている。フリース人はまともに抵抗することが出来ず、カール・マルテルはライン川を越えてフリー川まで征服した(p795)

## フリースラント王国の滅亡と独立の喪失
733年、カール・マルテルがフリースラント遠征軍をおこした。フリース人はボーン川の戦いで敗れイースターホアに追い出され(p795) 、最後の王ポッポも敗死した。 キリスト教徒であったフランク人はフリース人の異教の神殿を略奪・破壊した。フリースラントの王権を打ち壊したカール・マルテルとフランク軍は、夥しい戦利品を携え帰還した。この戦いで、フランク王国はフリーラントとテルスヘリングの間のフリー海峡、大陸側ではラウエルス川までを併合した。
フランク王国の最盛期を築いたカール大帝は、772年にラウエルス川以東に侵攻し、フリース人やザクセン人と衝突した。30年にわたるザクセン戦争の末に、フリースラントとザクセンの全土がフランク王国の領土となった。

## フリース人の反乱
フリースラントが完全に征服された後も、フリース人は何度かフランク人の支配に反抗して蜂起したり、キリスト教の浸透に抵抗したりしている。

### 聖ボニファティウスの殉教

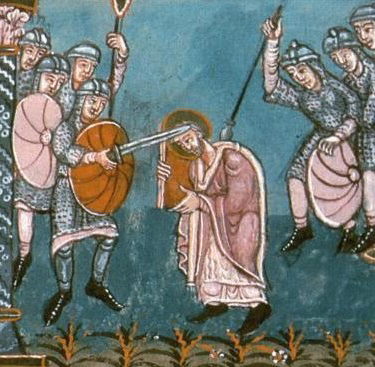
聖ボニファティウスの殉教

最初にフリース人への伝道を行った聖ボニファティウス は754年にわずかな供を連れてフリースラントに赴き、多くの洗礼を行い、フラネカーとフローニンゲンの中間、ドックムにほど近い場所で集団堅信式を開催した。しかし、その場に信者は現れず、代わりにフリース人戦士の集団が現れた。聖ボニファティウスがフリース人の神殿を破壊したことに憤っていた彼らは、老聖職者を刺殺した。ボニファティウスの伝記によれば、フリース人はボニファティウスの荷の中に金や財宝があると思って殺害したが、荷を開けてみるとキリスト教の本しかなく、落胆したという。

### 782年から785年の反乱
ザクセン人はウィドゥキントの指導の下、長年にわたってフランク人に抵抗していた。これに同調したラウエルス川以東のフリース人は、782年に反乱を起こした。異教が復活して教会は略奪・放火され、聖リウドゲルスらキリスト教聖職者は南方へ逃れた。これに対し、カール大帝は783年にザクセンへ遠征し、返す刀で783年にフリースラントに進軍した(p796) フリース人はザクセンのウィドゥキントと同盟し、784年には彼に援軍を送っている。しかし785年にウィドゥキントは降伏してしまい、孤立したフリース人の反乱は苛烈な鎮圧を受け終結した。

### 793年の反乱
最後のフリース人の反乱は793年に発生した。アヴァール人との戦争にあたって、フランク王国がフリース人やザクセン人を徴兵しようとしたのが発端だった。反乱はラウエルス川を越え、フリースラントの広い範囲に広がった。一時異教が復活し、キリスト教の聖職者は亡命を強いられたが、まもなく反乱はフランク人に鎮圧された。